# Mogoș
Mogoș (veraltet Mogoș-Miclești oder Miclești; ungarisch Mogos) ist eine rumänische Gemeinde im Kreis Alba in Siebenbürgen.

## Geographische Lage

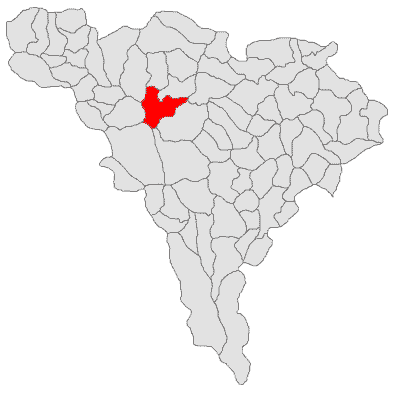
Lage der Gemeinde Mogoș im Kreis Alba

Der Ort Mogoș liegt am gleichnamigen Bach im Siebenbürgischen Erzgebirge (rumänisch Munții Metaliferi) im Westen Siebenbürgens, im südöstlichen Teil des historischen Motzenlandes. Die nächstgelegene Kleinstadt Abrud ist ca. 27 Kilometer westlich; die Kreishauptstadt Alba Iulia (Karlsburg) 32 Kilometer (Luftlinie) südöstlich von Mogoș entfernt. Mit seinen 21 eingemeindeten Dörfern und Weilern umfasst die Gemeinde eine Fläche von 8.133 Hektar am Oberlauf des Flusses Geoagiu (Gyogy), einem Zufluss des Mureș (Mieresch).

## Geschichte
Der Ort wurde im Jahr 1760 unter dem Namen Mogoș-Miclești erstmals urkundlich erwähnt. Er ist seitdem durch Weidewirtschaft geprägt.

## Bevölkerung
Die 1114 Einwohner der Gemeinde bezeichneten sich im Jahr 2002 mit Ausnahme von zwei Personen (ein Ungar und ein Rom) durchweg als Rumänen. Die Einwohnerzahl blieb seit der ersten offiziellen Erhebung im Jahr 1850 (damals 2815) bis Mitte der 1960er Jahre in etwa konstant und nahm seitdem deutlich ab. Nur 109 (Stand 2002) Personen leben im zentralen Ort Mogoș, die übrigen in den 20 eingemeindeten, kleinen Streusiedlungen der Umgebung. Die höchste Einwohnerzahl (3415) wurde 1941 registriert.

## Verkehr
Mogoș liegt am unbefestigten Fahrweg zwischen Aiud (Straßburg am Mieresch) und Abrud (Großschlatten). Einmal täglich besteht eine Busverbindung in die Kreishauptstadt Alba Iulia (Stand 2008).

## Sehenswürdigkeiten
- Mogoș selbst weist keine Besonderheiten auf. In den eingemeindeten Dörfern Bârlești (ung. Mogosbirlesty) und Cojocani (ung. Mogoskozsokány) stehen die Holzkirchen Sf. Împărați Constantin și Elena 1844 errichtet, bzw. die Sf. Arhangheli 1700–1769 errichtet und Anfang des 19. Jahrhunderts erneuert, beide stehen unter Denkmalschutz.[6]
- Von touristischem Interesse ist die landschaftlich reizvolle Lage der Gemeinde.

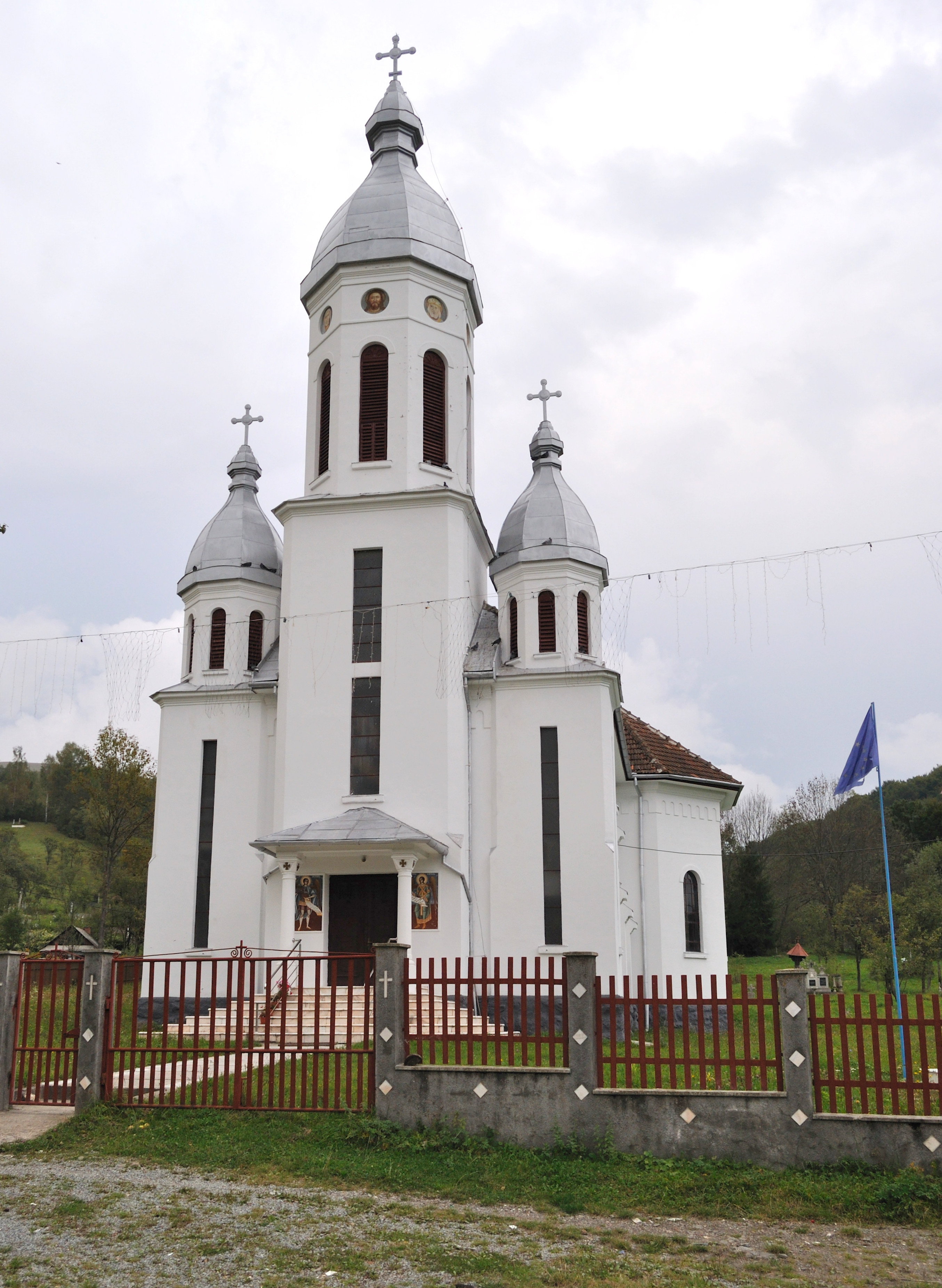
Kirche in Mogoș
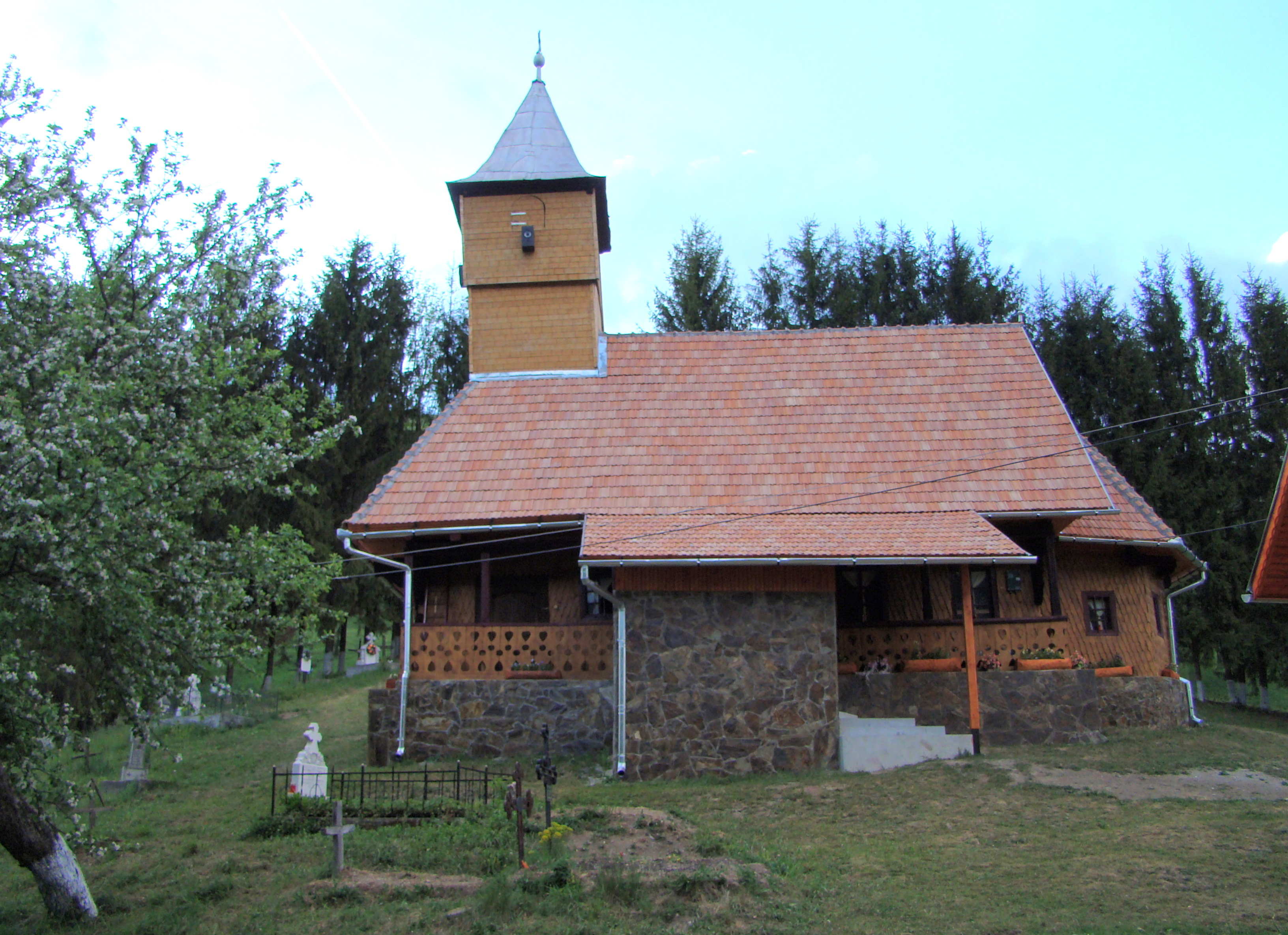
Holzkirche in Cojocani
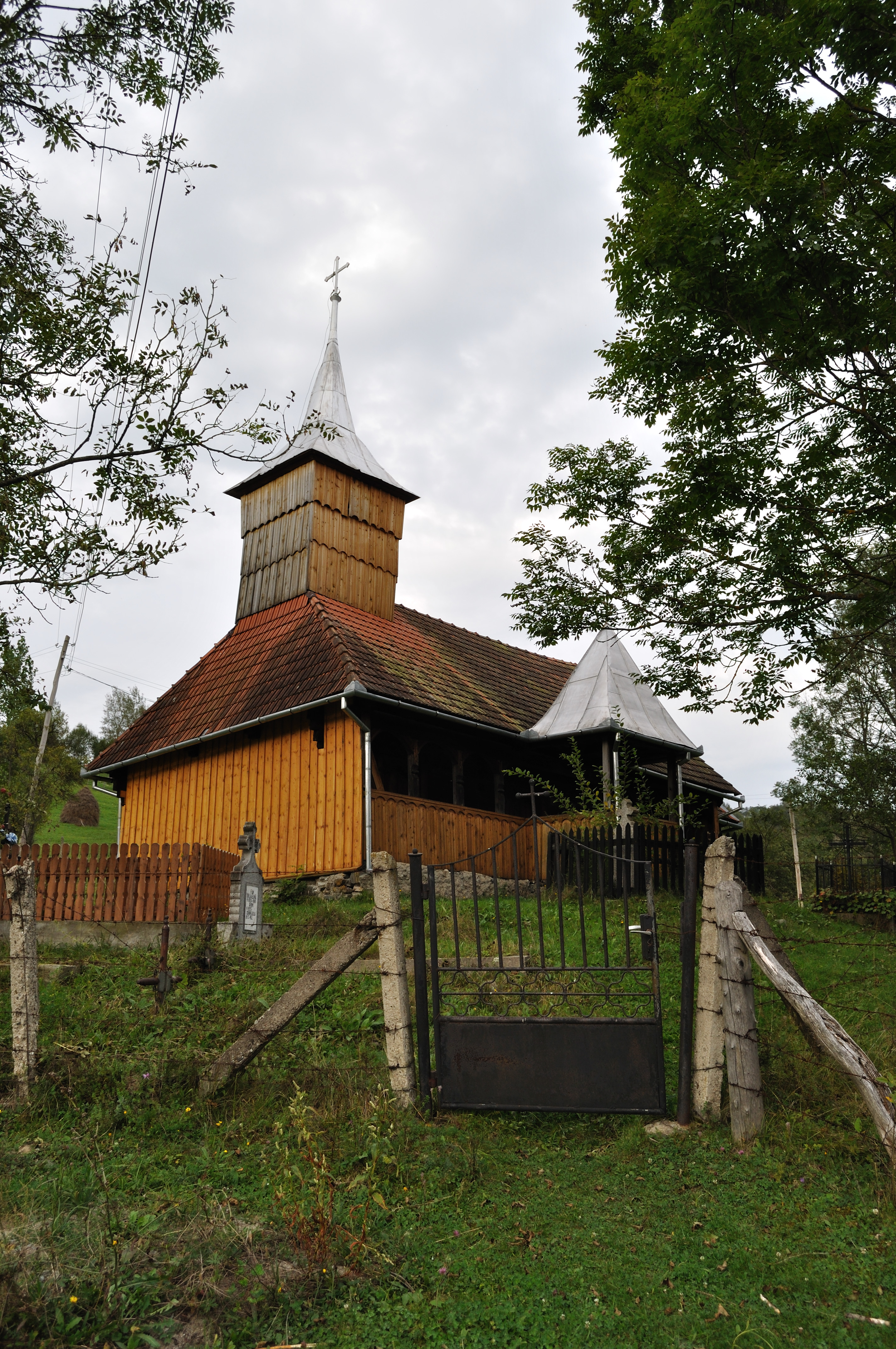
Holzkirche in Bârlești
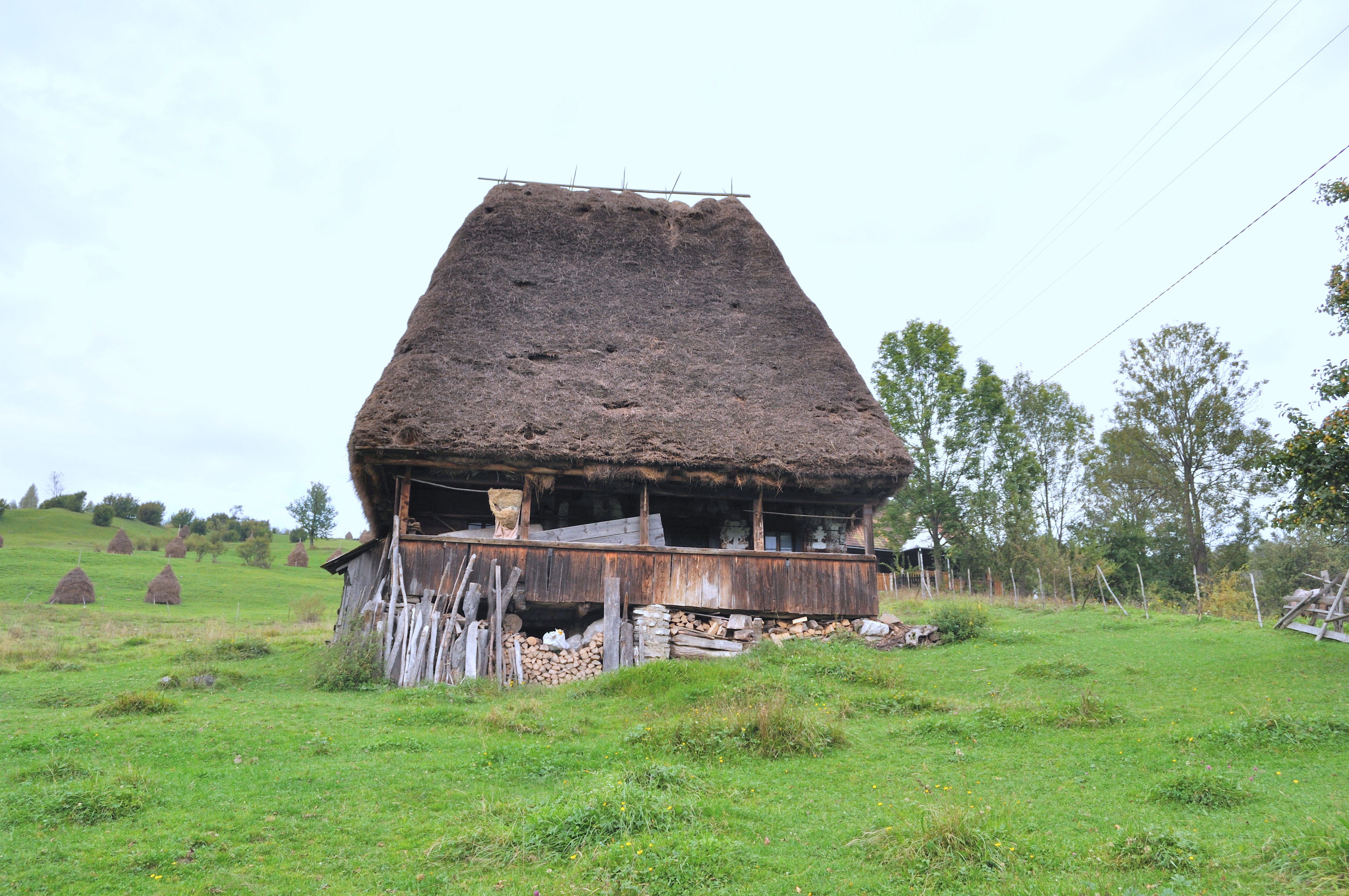
Älteres Motzenhaus in Bârlești